# Матаафа, Иосефо

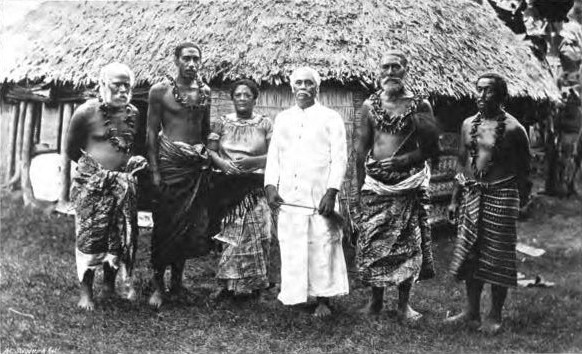
Матаафа Иосефо и группа в 1902

Матаафа Иосефо (англ. Mata’afa Iosefo; 1832 — 6 февраля 1912) — Верховный вождь Самоа, который был одним из трёх соперничающих кандидатов на престол Самоа во времена колониализма.

## История
Титул вождя Матаафа является одним из самых высоких титулов в Самоа.
С конца XIX века, в колониальную эпоху, Иосефо играл ключевую роль, когда Германия, Великобритания и Соединённые Штаты боролись за контроль над Самоа. У каждой Западной державы был свой собственный кандидат на «царство» Самоа, и Матаафа был предпочтительным кандидатом Германии.
В конце XIX века Матаафа Иосефо был сослан на Маршалловы острова, вернуться ему было разрешено в 1898 году. Немцы поддержали его притязания на царство.